# Devil Doll (rockabillyband)
Devil Doll är artistnamn för rockabilly-, psychobilly-, rotrock- och jazz-musikern Colleen Duffy , född i Cleveland, USA) och även namnet på hennes band.

## Diskografi
- Queen of Pain (Lucky Bluebird Records, 2003)
- The Return of Eve (Lucky Bluebird Records, 2007)